# St. Michael (Alaska)
St. Michael és una població dels Estats Units a l'estat d'Alaska. Segons el cens del 2007 tenia 370 habitants.

## Demografia
Segons el cens del 2000, St. Michael tenia 368 habitants, 90 habitatges, i 65 famílies La densitat de població era de 6,5 habitants/km².
Dels 90 habitatges en un 54,4% hi vivien nens de menys de 18 anys, en un 46,7% hi vivien parelles casades, en un 16,7% dones solteres, i en un 26,7% no eren unitats familiars. En el 18,9% dels habitatges hi vivien persones soles el 4,4% de les quals corresponia a persones de 65 anys o més que vivien soles. El nombre mitjà de persones vivint en cada habitatge era de 4,09 i el nombre mitjà de persones que vivien en cada família era de 4,79.
Per edats la població es repartia de la següent manera: un 43,8% tenia menys de 18 anys, un 11,1% entre 18 i 24, un 28% entre 25 i 44, un 14,1% de 45 a 60 i un 3% 65 anys o més.
L'edat mediana era de 22 anys. Per cada 100 dones de 18 o més anys hi havia 120,2 homes.
La renda mediana per habitatge era de 33.036 $ i la renda mediana per família de 34.000 $. Els homes tenien una renda mediana de 31.250 $ mentre que les dones 16.250 $. La renda per capita de la població era de 10.692 $. Aproximadament el 24,2% de les famílies i el 22,9% de la població estaven per davall del llindar de pobresa.

## Poblacions més properes
El següent diagrama mostra les poblacions més properes.